# Neva Abelson
Neva Martin Abelson (19. listopadu 1910 Lamar – 26. září 2000 Washington, D.C.) byla výzkumná lékařka, která společně s Louisem Diamondem objevila život zachraňující krevní test Rh faktoru krve.
Abelson absolvovala Washington State University v oboru chemie. Po lékařské škole se stala pediatrem. Její výzkum na univerzitě v Pensylvánii, kde byla profesorem klinické patologie, zahrnoval krevní skupiny, krevní onemocnění kojenců a patogenezi revmatické artritidy. Publikovala knihu Témata v oblasti bankovnictví krve v roce 1974. Získala pamětní cenu Emily Cooleyové od Americké asociace bank krve.
Provdala se v roce 1936 za Philipa Abelsona (1913-2004), fyzika, vědeckého spisovatele a dlouholetého redaktora časopisu Science. Jejich dcera Ellen Abelson Cherniavsky, která je nyní v důchodu, pracovala jako výzkumná pracovnice ve společnosti MITER Corporation ve Virginii.